# City Building Series
City Building Series är en serie datorspel utvecklade av Impressions Games och Tilted Mill Entertainment, och med historiskt tema. I exempelvis Caesarspelen tar rollen som en romersk ståthållare och ska leda ett samhälle från by till storstad.

## Spel
- Utspelar sig i Romerska riket:
  - Caesar (1992)
  - Caesar II (1995)
  - Caesar III (1998)
  - Caesar IV (2006)
- Utspelar sig i forntidens Egypten:
  - Farao (1999)
    - Expansion Queen of the Nile: Cleopatra (2000)

  - Immortal Cities: Children of the Nile (2004)
    - Expansion Children of the Nile: Alexandria (2008)
- Utspelar sig i Antikens Grekland:
  - Olympens härskare (2000)
    - Expansion Master of Atlantis - Poseidon (2001)
- Utspelar sig i gamla Kina:
  - Emperor: Rise of the Middle Kingdom (2002)
- Utspelar sig under Medeltiden:
  - Medieval Mayor

### Fotnoter
1. ↑  ”Caesar” (på engelska). Mobygames. 11 mars 1992. http://www.mobygames.com/game/caesar. Läst 13 april 2016.